# Ersboda SK
Ersboda SK (ESK) bildades 1986 i stadsdelen Ersboda i norra Umeå. Klubben började som en kvartersklubb med bred ungdomsverksamhet, men har i dag även a-lag i fotboll och innebandy på högre nivå. Tidigare hade ESK även en handbollssektion, som dock numera frigjort sig och verkar under namnet Umeå HF. 
Ersboda SK arrangerar bland annat Ersbodacupen i fotboll, som spelas inomhus i Noliahallen under vårvintern samt Trettondagscupen i innebandy.

## Fotboll
Herrlaget i fotboll spelar 2009 i division 2 Norrland och tränas sedan säsongen 2001 av Örjan Andersson. Sedan 2007 assisteras han av den forne allsvenske spelaren Stephan Kullberg, med ett förflutet i bland annat IFK Göteborg. 
ESK:s herrlag startade upp sin verksamhet 1995 och har på bara ett fåtal år klättrat högt i seriesystemet, från division VI till att ifjol spela i division 1 norra. 
Laget vann 2005 både division 3 Mellersta Norrland och DM. 2006 kom ESK trea under debutsäsongen i division 2 Norrland och vann DM-silver, efter finalförlust mot Umeå FC. 2007 vann Ersboda division 2 Norrland och avancerade till andra omgången i Svenska Cupen, där det för andra året i rad blev respass mot Degerfors IF. 
2008 års debut i division 1 blev lagets första riktiga motgång och för första gången i klubbens historia åkte man ur en serie. Dock vann också finare stunder, bland annat segern mot ex-allsvenska Västerås SK och två tuffa derbyn mot Umeå FC. I vårderbyt blev det förlust med 2-3, men på hösten fick ESK revansch och vann med 3-1 inför 2 137 åskådare. 
2009 ligger ett hårt brandskattat ESK strax bakom toppen i division 2 Norrland. I Svenska Cupen läxades man upp rejält mot IFK Göteborg som vann med 8-1 inför ny rekordpublik - 3 075 personer. Matchen spelades dock på Gammliavallen och inte på Ersbodas egentliga hemmaplan Ersängsvallen.
Damlaget har inte haft samma framgångar som herrarna och slutade 2008 fyra i sin division III-serie. Såväl herr- som damlaget har producerat en rad talanger som slussats vidare uppåt. 
Kända spelare
- Seif Kadhim (nu i Örgryte IS)

## Innebandy
I innebandy tillhör herrlaget numera division I norra och damerna ligger i mitten av division I norra. Även där har klubben fått fram en rad framgångsrika spelare.
Innebandylagen spelar sina hemmamatcher i Ersängsskolans hall.

### Före detta Ersbodaspelare som numera spelar/har spelat iSvenska Superligani innebandy

#### Herrar
- Alexander Bodén – i IBK Dalen
- Mattias Wallgren – i IBK Dalen
- Johan Lindgren – i Umeå City IBK och IBK Dalen
- Erik Ställ – i Umeå City IBK
- Andreas Carlbom – i IBK Dalen
- Mats Jonsson - i Umeå City IBK
- Björn Lindholm - i Umeå City IBK
- Daniel Jernberg - i Umeå City IBK
- Robert Hortlund - i Umeå City IBK
- Erik Forsgren - i [Umeå City IBK]
- Mattias Hedlund - i [Umeå City IBK]
- Peter Reihnoldt - i [Umeå City IBK]
- Emil Johansson - i [Umeå City IBK]
- Fredrik Stenmark - i IBK Dalen

#### Damer
- Josefina Eiremo – i Iksu Innebandy
- Sofia Sundqvist – i IBK Dalen
- Johanna Dahlberg – i IBK Dalen
- Nina Helas – i IBK Dalen
- Andrea Gidlund – i IBK Dalen
- Linnea Ivarsson – i IBK Dalen
- Sandra Linder – i IBK Dalen
- Linda Karlsson - i Iksu Innebandy